# Намдинь (футбольный клуб)
«Намди́нь» (вьет. Nam Định) — вьетнамский футбольный клуб, представляющий одноимённые город и провинцию.
Основан в 1965 году, хотя до этого в Намдине уже существовала футбольная команда, в 1943 и 1945 побеждавшая в чемпионате Индокитая. Выступал в V-лиге, в 2010 году вылетел в Первый дивизион.

## Достижения
- Чемпионат Вьетнама:

Чемпион: 1985, 2023/24
Серебряный призёр (2): 2000/01, 2004
Бронзовый призёр: 2003
- Кубок Вьетнама:

Победитель: 2007

## Выступления в чемпионатах Вьетнама
| Сезон    | 00/01 | 01/02 | 2003 | 2004 | 2005 | 2006 | 2007 | 2008 | 2009 | 2010 | 2011 |
| -------- | ----- | ----- | ---- | ---- | ---- | ---- | ---- | ---- | ---- | ---- | ---- |
| Дивизион | 1     | 1     | 1    | 1    | 1    | 1    | 1    | 1    | 1    | 1    | 2    |
| Место    | 2     | 5     | 3    | 2    | 6    | 9    | 4    | 11   | 12   | 14   | 13   |

## Выступления в соревнованиях АФК
- Лига чемпионов АФК: 1

2008: групповой этап